# Festuca lemanii
Festuca lemanii är en gräsart som beskrevs av Thom. Bastard. Festuca lemanii ingår i släktet svinglar, och familjen gräs. Inga underarter finns listade i Catalogue of Life.

## Bildgalleri

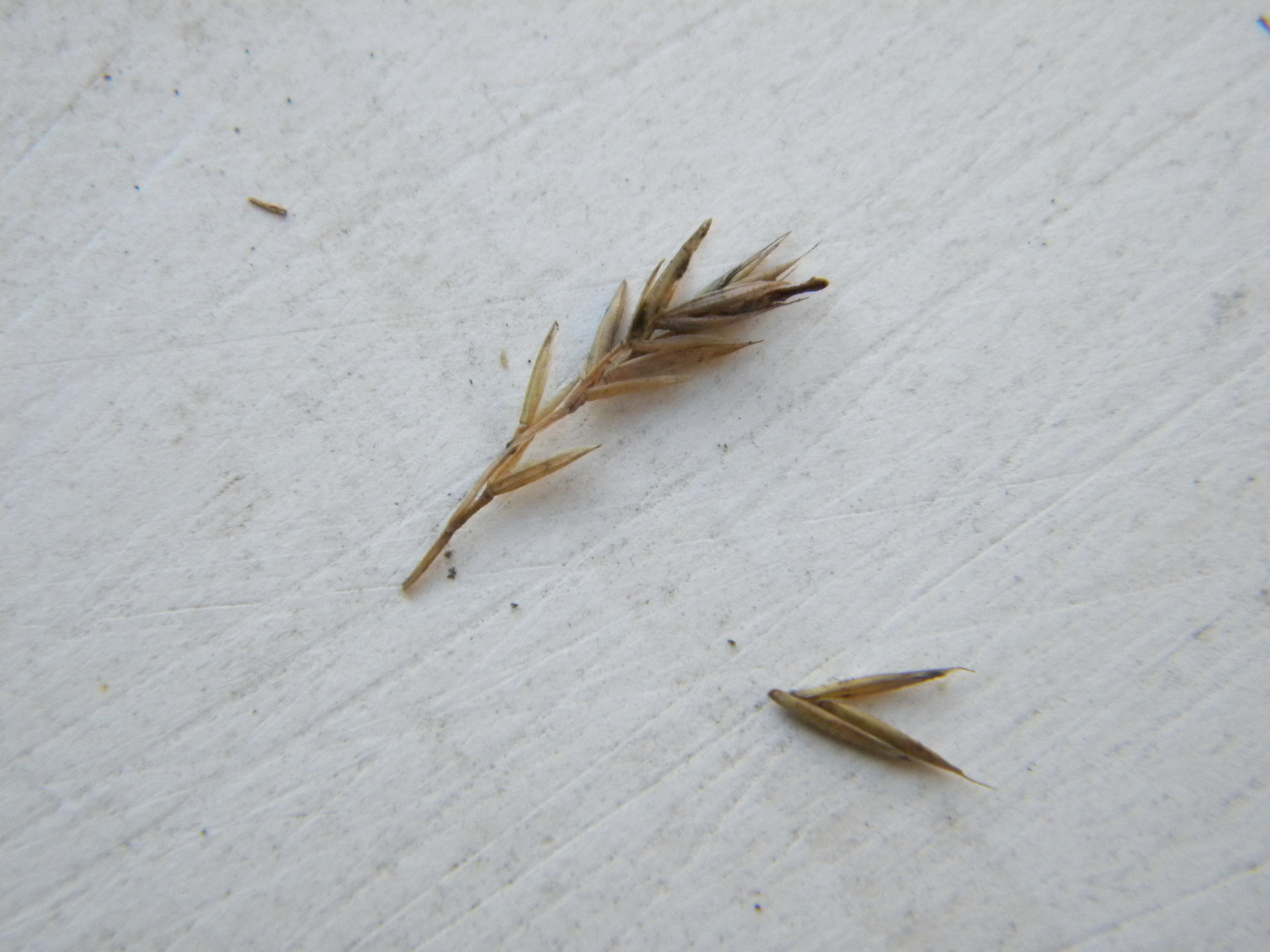